# Длиннорылые акулы
Длинноры́лые аку́лы(Rhizoprionodon) — род хищных акул из семейства серых акул (Carcharhinidae) отряда кархаринообразных (Carcharhiniformes). Обитают в тропических и тёплых умеренных водах Атлантического, Тихого и Индийского океанов. Размер колеблется от 70 см до 154 см. У этих акул стройное тело и вытянутое рыло. Глаза довольно крупные. Брызгальца отсутствуют. В углах рта имеются борозды. Ноздри обрамлены небольшими треугольными складками кожи. Гребень между спинными плавниками и боковые кили на хвостовом стебле отсутствуют. Имеется прекаудальная выемка в виде полумесяца. Эти акулы размножаются живорождением. 
Название рода происходит от трёх греческих слов: греч. ρίζα — корень,  πριόνι — пила и  ὀδούς — зуб.

## Виды
- Остроносая длиннорылая акула (Rhizoprionodon acutus)
- Бразильская длиннорылая акула (Rhizoprionodon lalandii)
- Панамская длиннорылая акула (Rhizoprionodon longurio)
- Серая длиннорылая акула (Rhizoprionodon oligolinx)
- Карибская длиннорылая акула (Rhizoprionodon porosus)
- Австралийская длиннорылая акула (Rhizoprionodon taylori)
- Американская длиннорылая акула (Rhizoprionodon terraenovae)